# Autobusy miejskie w Warszawie

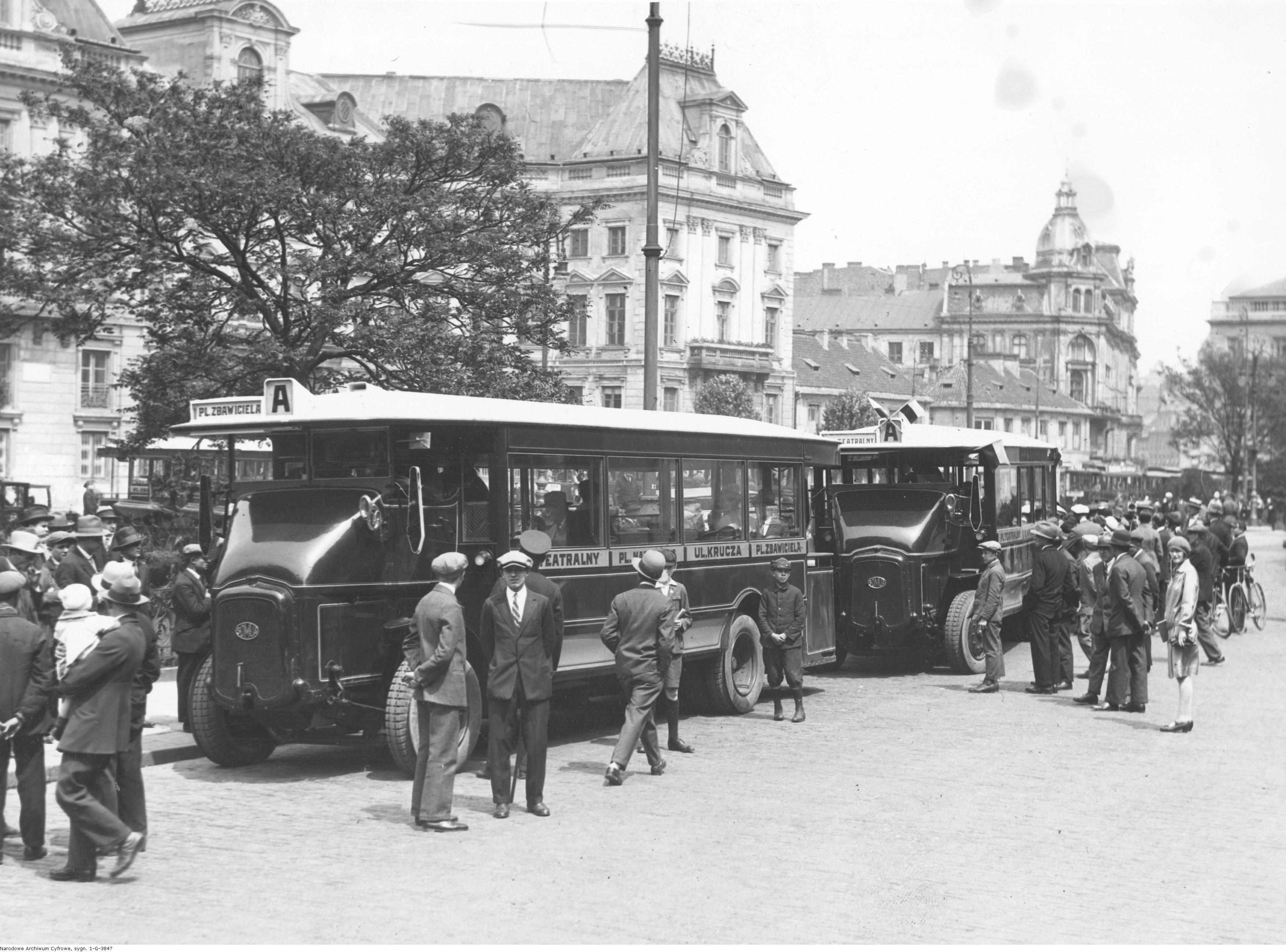
Autobusy na placu Teatralnym w okresie międzywojennym

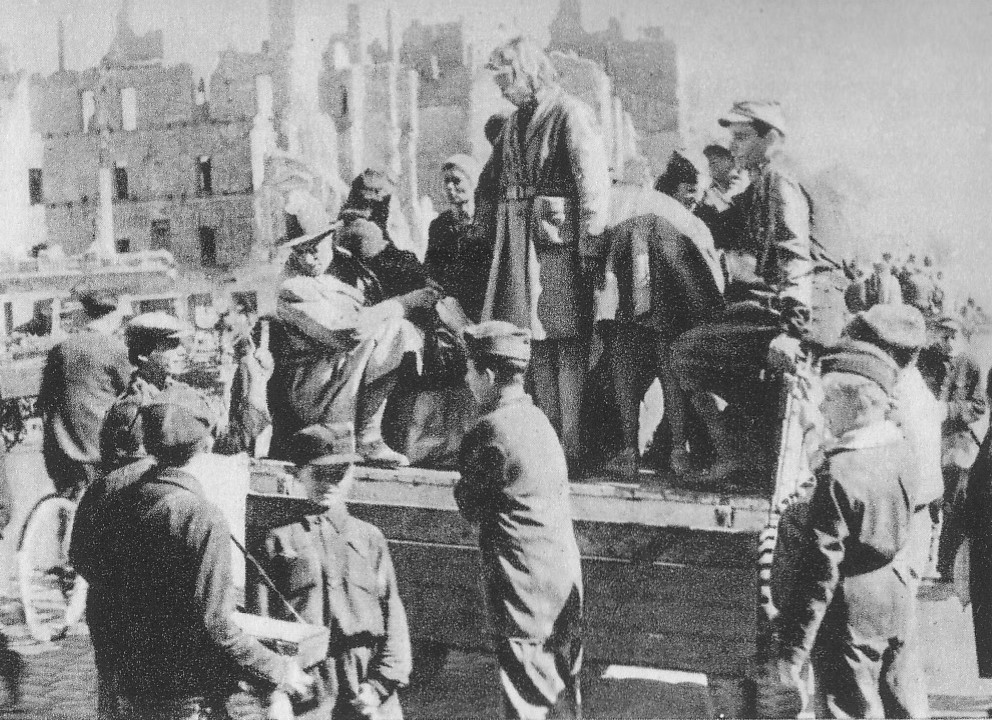
Pasażerowie na ciężarówce Państwowego Urzędu Samochodowego w Alejach Jerozolimskich w 1945 roku

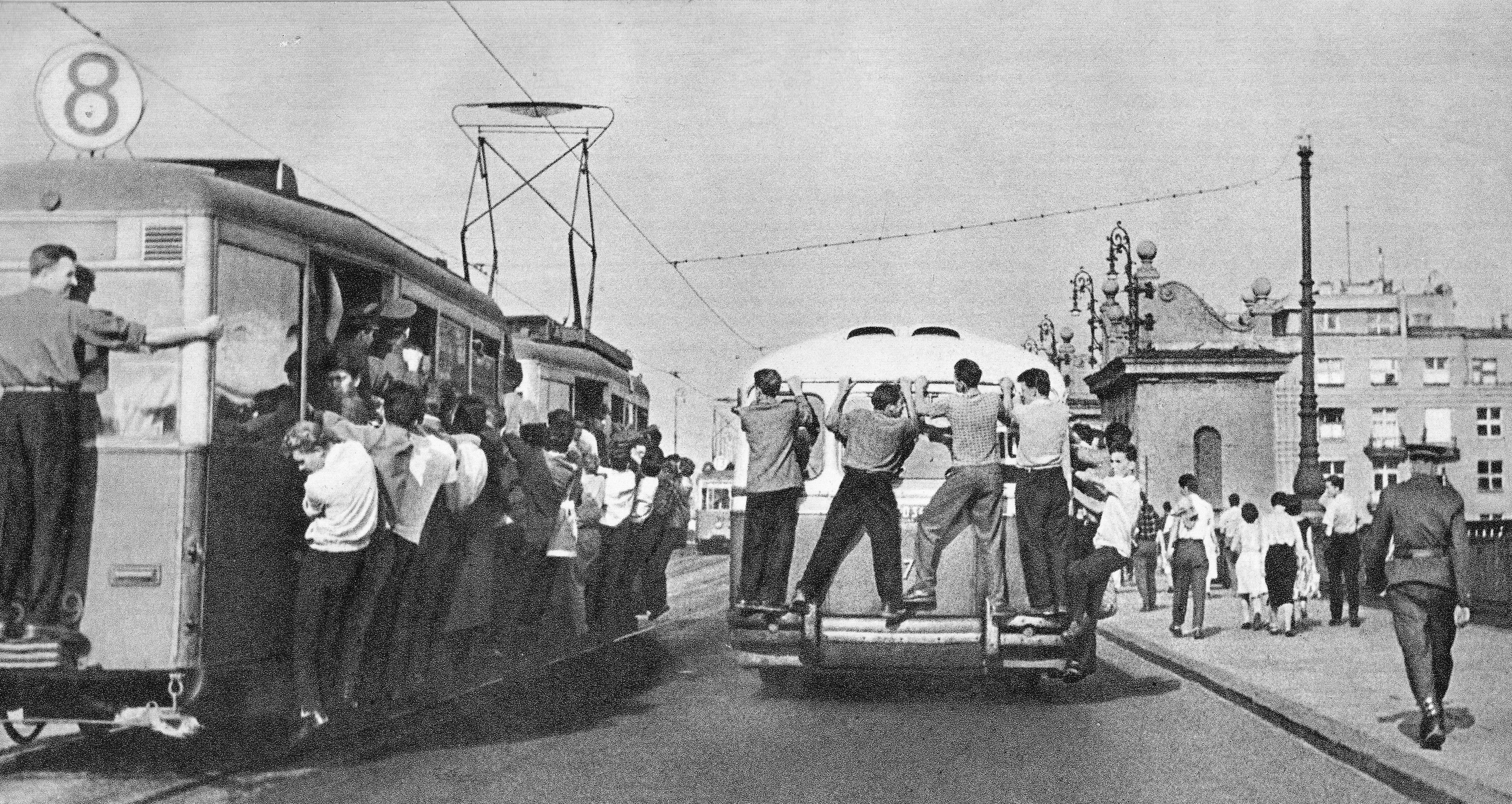
Po zakończeniu II wojny światowej w Warszawie wystąpił problem braku taboru. Przepełniony tramwaj i autobus z „gronami” pasażerów wjeżdżające na most Poniatowskiego

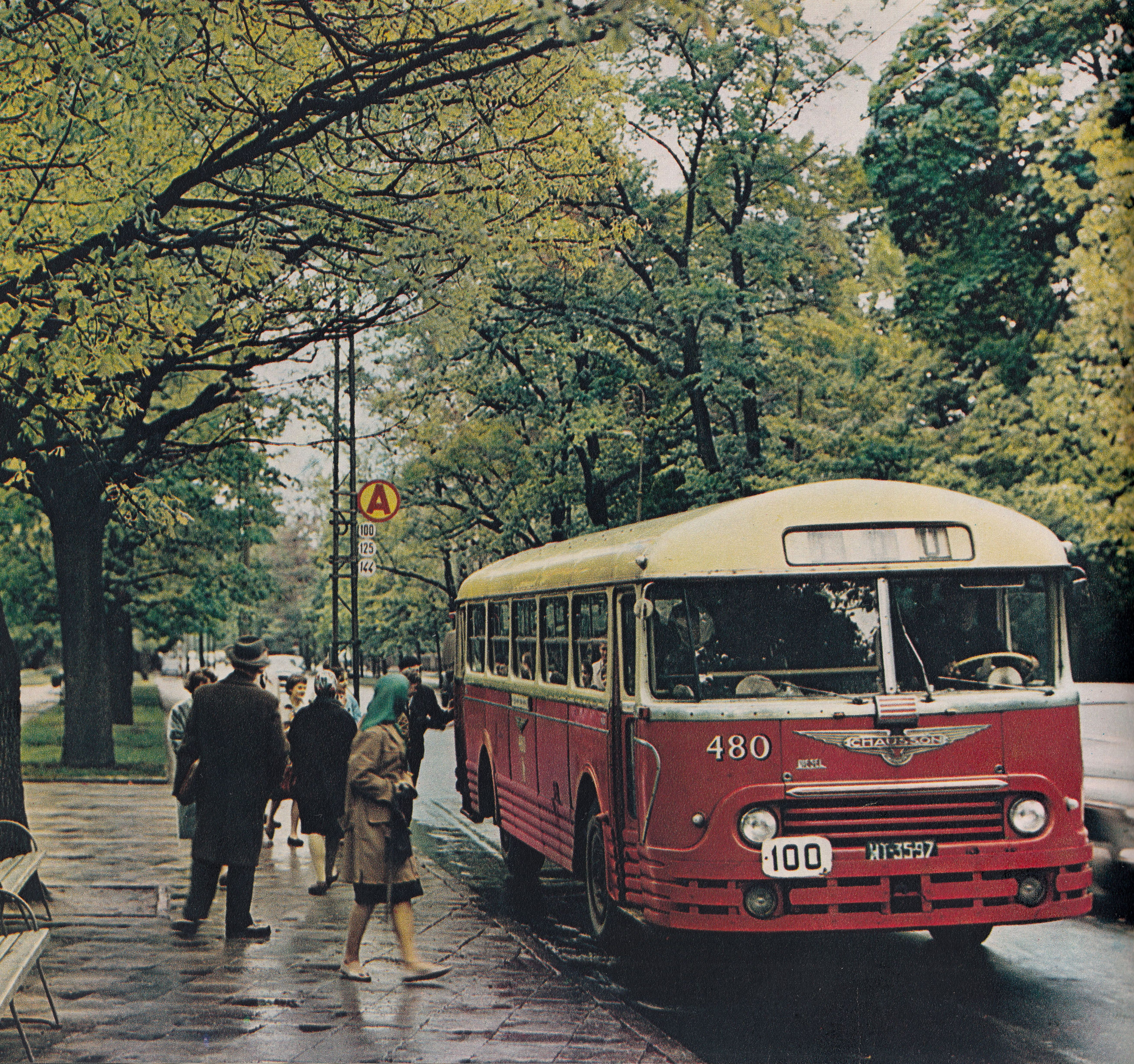
Lata 60. XX wieku. Autobus Chausson na linii 100

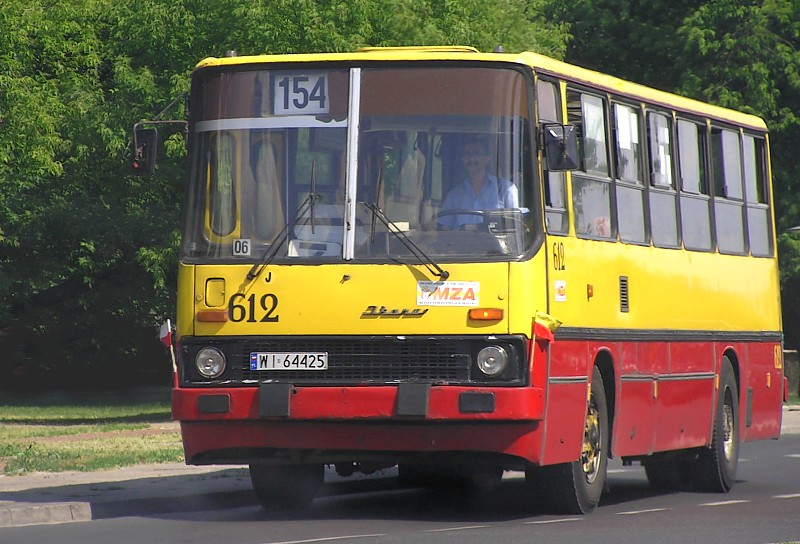
Autobus typu Ikarus 260 (przewoźnik: MZA) na linii 154

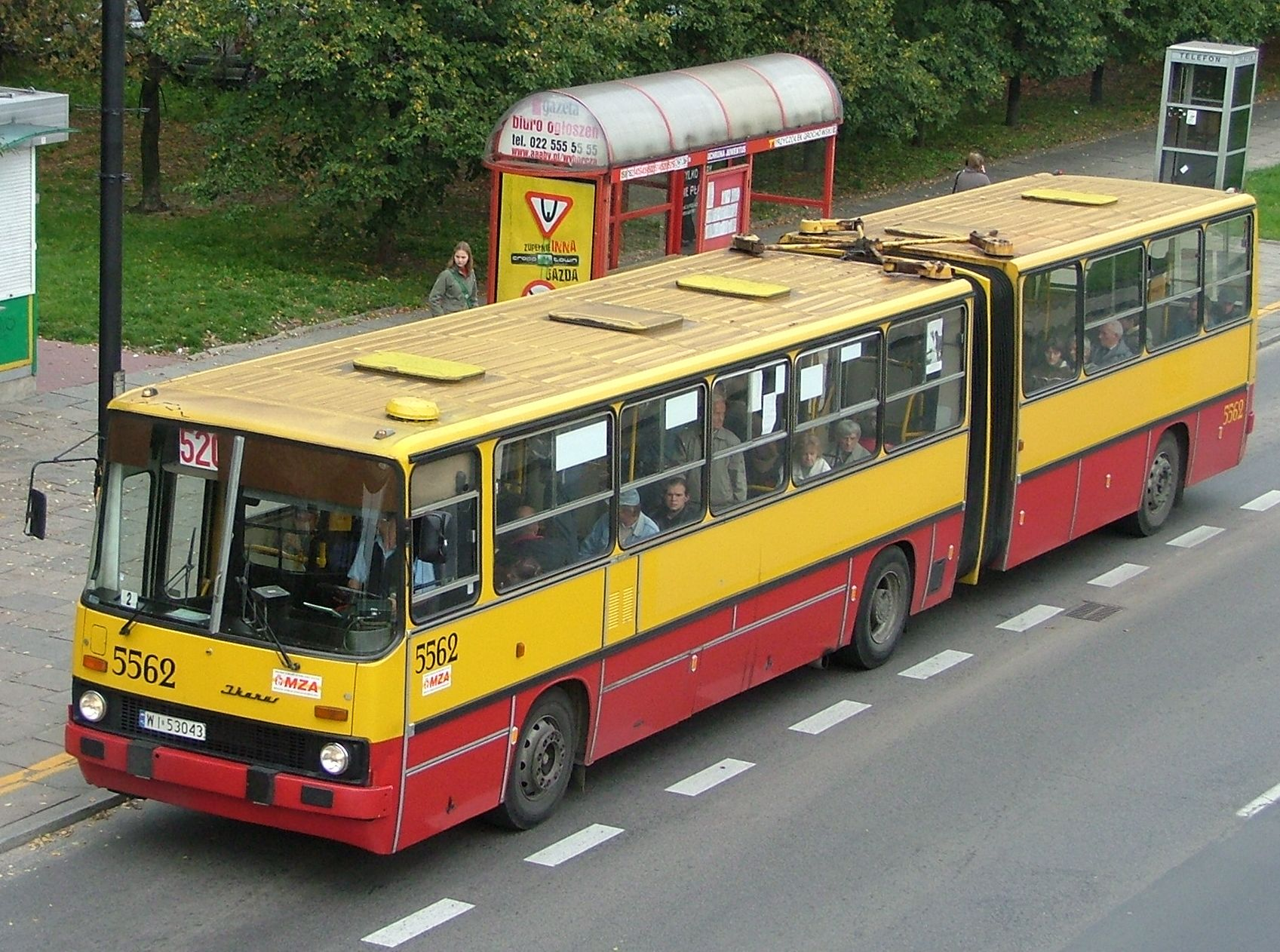
Ikarus 280 na przystanku przy ulicy Ostrobramskiej, 2007

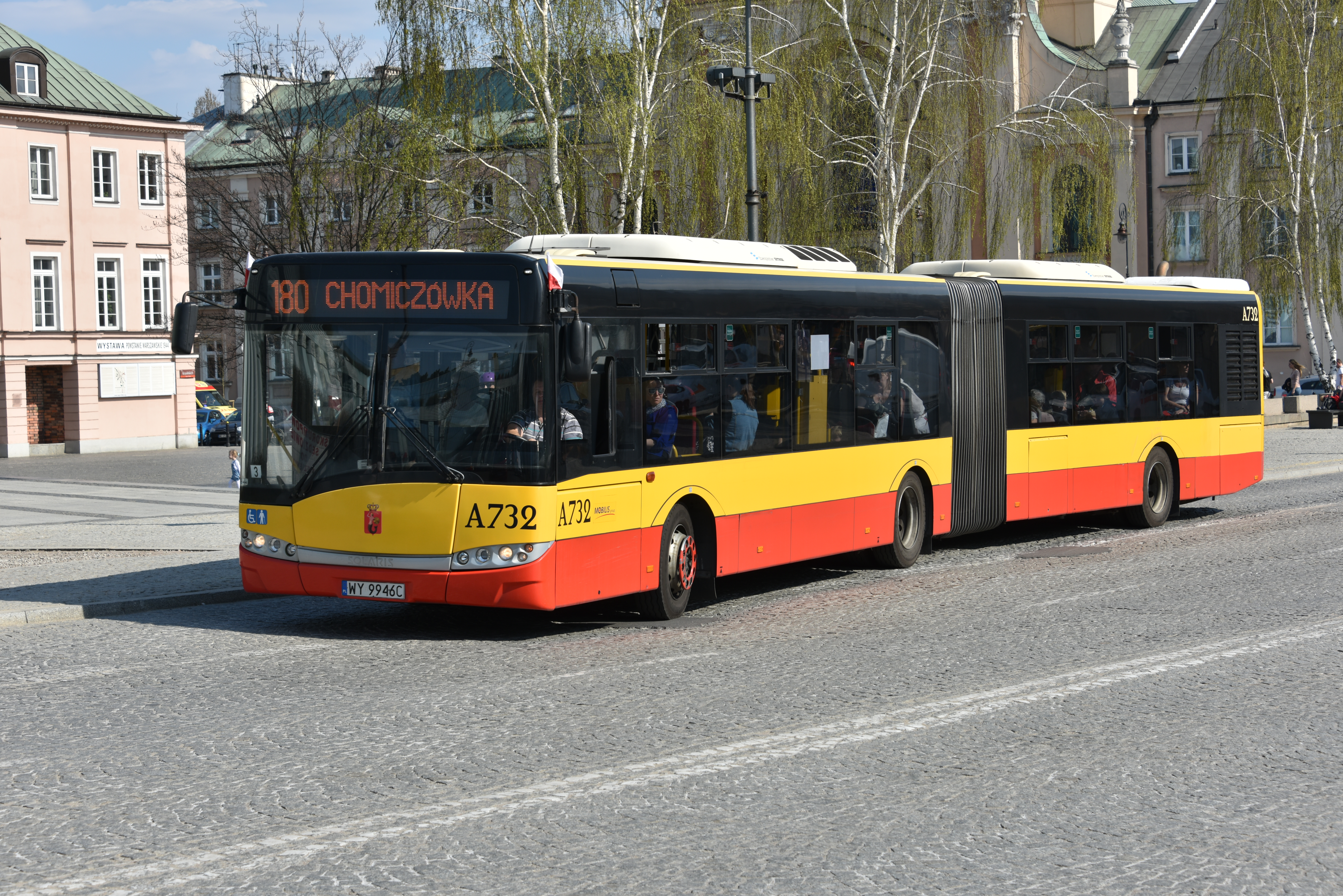
Autobus Solaris Urbino 18 III na linii 180 na placu Krasińskich

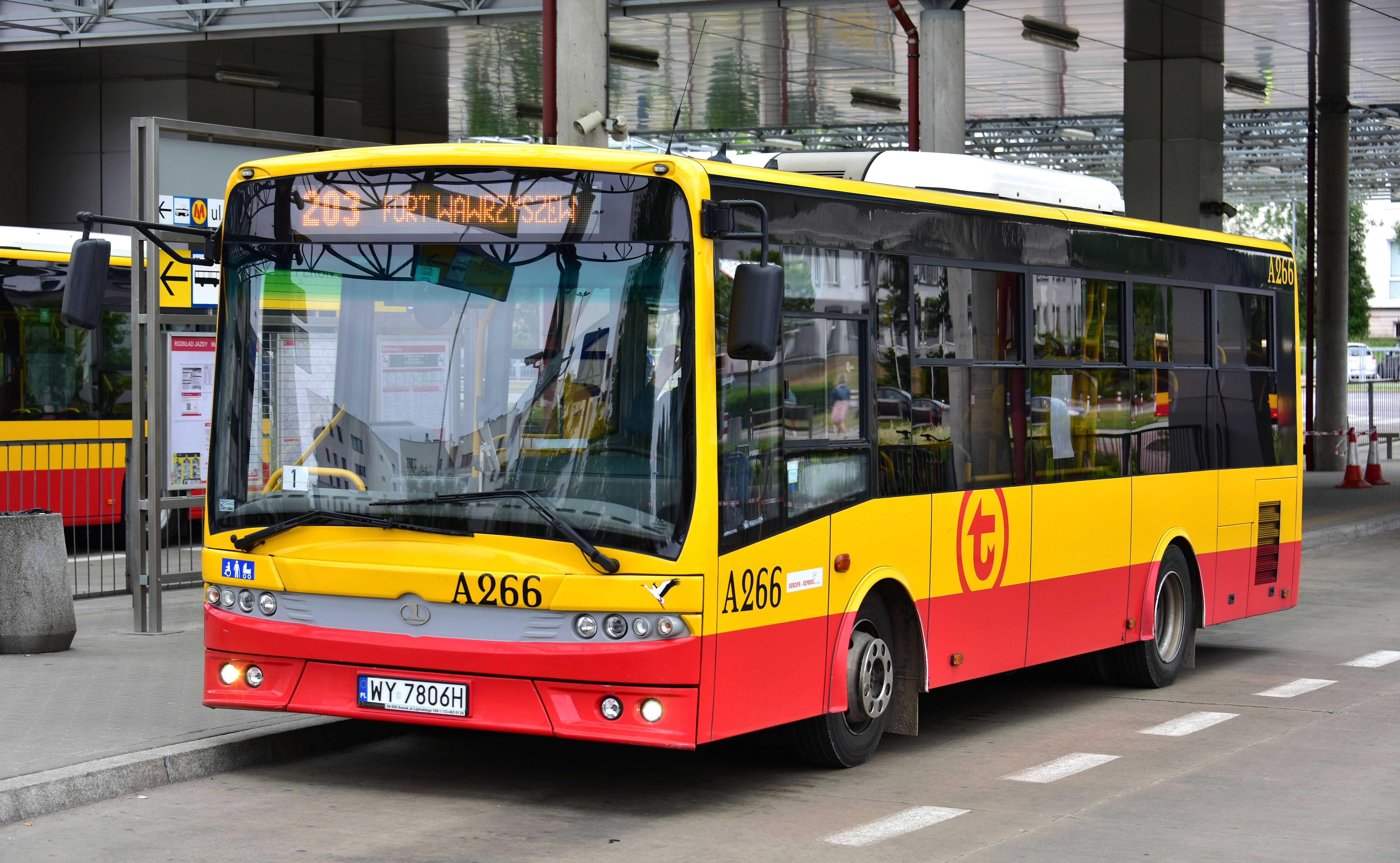
Autosan Sancity M09LE na węźle komunikacyjnym przy stacji metra Młociny

Autobusy miejskie w Warszawie – podstawowy element systemu komunikacji miejskiej obejmujący Warszawę i aglomerację warszawską. Linie autobusowe administrowane są przez Zarząd Transportu Miejskiego (ZTM) podlegający władzom miasta. ZTM ustala trasy i rozkłady, a także organizuje dystrybucję biletów oraz ich kontrolę. Przewozy wykonywane są przez Miejskie Zakłady Autobusowe (MZA) oraz podmioty prywatne wyłaniane przez ZTM w drodze przetargu.

## Historia

### Dwudziestolecie międzywojenne
W 1920 roku podjęto decyzję o powstaniu Wydziału Ruchu Autobusowego przy Tramwajach Warszawskich. Na początku linie obsługiwały piętrowe autobusy marki Saurer.
W czasie obrony Warszawy w 1920 roku autobusy służyły do transportu wojska. Pod koniec 1921 roku funkcjonowało 5 linii, lecz dość szybko zaczęto je likwidować na rzecz tramwajów. W 1925 roku zlikwidowano ostatnią linię 3 i na cztery lata autobusy miejskie zniknęły z ulic Warszawy.
Pod koniec lat 20. XX wieku pojawiło się wiele nowych połączeń (do września 1939 było to do 23 linii zwykłych), uruchomiona została także nowa zajezdnia przy ul. Łazienkowskiej. W 1938 roku wprowadzono nowoczesne wzory znaków przystankowych, stosowane aż do 1988 roku. Przed wybuchem II wojny światowej Warszawa posiadała 180 autobusów.

### II wojna światowa
W pierwszych dniach obrony Warszawy we wrześniu 1939 roku komunikacja autobusowa funkcjonowała bez większych zmian. 6 września kursowanie autobusów zostało zawieszone. Po apelu radiowym Romana Umiastowskiego, wzywającym mężczyzn zdolnych do walki do opuszczenia Warszawy, z miasta wyjechało ok. 80 autobusów. Pozostały w stolicy i nieuszkodzony w wyniku ostrzału i bombardowań tabor był wykorzystywany przez wojsko do celów transportowych i pomocniczych.
Kursowanie autobusów przywrócono 3 października 1939 roku, na początku na linii plac Teatralny – plac Zbawiciela. W ciągu kolejnych kilkunastu dni uruchomiono kolejne linie, jednak miały one tylko zastąpić tramwaje do czasu odbudowy ich sieci. W czasie wojny funkcjonowały jedynie dwie regularne linie autobusowe: F i O, jednak one również zostały zlikwidowane jeszcze przed wybuchem powstania warszawskiego, powodem było zużycie taboru i braki paliwa.

### Po II wojnie światowej
Komunikacja autobusowa pojawiła się ponownie w kwietniu 1945 roku, kiedy Państwowy Urząd Samochodowy uruchomił pierwszą linię stałej komunikacji pasażerskiej obsługiwaną przez ciężarówki, łączącą śródmieście z Pragą. Samochody kursowały od ul. Targowej do pl. Narutowicza cztery razy dziennie w każdą stronę, początkowo zabierając jedynie pracowników instytucji państwowych za okazaniem legitymacji.
W 1946 roku Warszawa otrzymała przekazane przez UNRRA 10 używanych autobusów piętrowych Titan z wejściem z lewej strony, wyprodukowanych przez Leyland Motors, pozyskanych z komunikacji miejskiej brytyjskiego Plymouth. Z powodu zużycia i braku części zamiennych, ostatni z nich przestał kursować w 1948 roku.
W 1948 roku na tymczasową zajezdnię autobusów miejskich MZK zaadaptowano jedną z Hal Mirowskich. W skład taboru wchodziły wówczas wozy ciężarowe, które powoli wymieniano na zagraniczne wozy otrzymane w darach od europejskich miast. W lipcu 1947 roku na ulice Warszawy wyjechały po raz pierwszy francuskie autobusy Chausson (pierwsza zakupiona partia liczyła 90 autobusów). Znaczna liczba Chaussonów utrzymywała się w ruchu do lat 60. XX wieku.
W 1951 roku na ulice wyjechały węgierskie Ikarusy 601 z nowej zajezdni przy ulicy Inflanckiej w śródmiejskiej części Muranowa. W 1962 roku wprowadzono w Warszawie nowe przegubowe wozy marki Jelcz. Pierwszy nocny autobus pojawił się na ulicach Warszawy w 1963 roku, w tym samym roku przybyły nowe zajezdnie: „Redutowa” na Woli i „Woronicza” na Mokotowie. W 1964 roku wprowadzono kasowniki i zlikwidowano sprzedaż biletów przez konduktorów.
W 1969 roku została oddana do użytku zajezdnia „Ostrobramska” na Pradze-Południu, a rok później zajezdnia „Kleszczowa” we Włochach oraz zajezdnia „Chełmska” na Mokotowie, poprzez zmianę profilu wybudowanej w 1959 roku zajezdni trolejbusowej. W 1972 roku otwarto zajezdnię „Pożarowa” na Targówku. W 1973 roku na ulice Warszawy wyjechał licencyjny 2-drzwiowy autobus Jelcz Berliet PR100.
W 1974 roku po raz pierwszy w Warszawie liczba pasażerów autobusów była większa niż liczba pasażerów tramwajów.
Pod koniec 1975 roku tabor został wzbogacony o 3-drzwiową wersję Jelcza PR110. W 1979 roku na regularną trasę wyjechały pierwsze przegubowe Ikarusy 280, zabierające 150 pasażerów i początkowo obsługiwały linię 192 z Dworca Południowego na Ursynów Południowy.
W 1985 roku oddana do użytku została zajezdnia „Stalowa” na Pradze-Północ. W 1988 roku nastąpiła zmiana wzorów znaków przystankowych, związana z wpisaniem znaków jako informacyjnych do kodeksu drogowego, tak jak we wszystkich pozostałych krajach socjalistycznych.
11 marca 1994 roku nastąpiła reorganizacja stołecznego transportu. Miejskie Zakłady Komunikacyjne w Warszawie zostały podzielone na:
- Zarząd Transportu Miejskiego w Warszawie – pełniący pieczę nad rozkładami jazdy wszystkich linii tramwajowych i autobusowych;
- Tramwaje Warszawskie – obsługujące wszystkie linie tramwajowe oraz ich torowisko;
- Miejskie Zakłady Autobusowe w Warszawie – obsługujące linie autobusowe w obrębie aglomeracji warszawskiej.

W listopadzie 1994 roku został wprowadzony do eksploatacji pierwszy niemiecki niskopodłogowy Neoplan N4020. W 1995 roku podjęto decyzję o likwidacji zajezdni „Piaseczno” i „Pożarowa”. W 1999 roku do eksploatacji weszły nowoczesne, niskopodłogowe autobusy Solaris Urbino 15 I. W 2001 roku do Solarisów dołączyły przegubowe autobusy MAN NG313. W 2003 roku zlikwidowano najstarszą stołeczną zajezdnię „Inflancka”. W 2005 roku wprowadzono do eksploatacji autobusy Solaris Urbino 18 III z klimatyzacją. W 2006 roku zlikwidowana została zajezdnia „Chełmska”.

## Sieć
Komunikacja autobusowa zaspokaja potrzeby przewozowe w obszarach peryferyjnych, na liniach dowozowych do węzłów przesiadkowych oraz w korytarzach nieobsługiwanych transportem szynowym.
Według stanu na czerwiec 2014 r. w sieci ZTM funkcjonowało łącznie 2196 autobusowych zespołów przystankowych z czego 1352 na terenie Warszawy oraz 844 w pozostałym obszarze objętym planem. W ich skład wchodziło odpowiednio 3563 i 1581 pojedynczych przystanków. Około 53% przystanków na terenie Warszawy i ok. 24% na pozostałym terenie było wyposażonych w wiaty przystankowe.

### Linie
System komunikacji autobusowej wg stanu na kwiecień 2014 r. obejmował: 267 linii autobusowych (w tym 205 linii dziennych, 42 linie nocne oraz 20 linii lokalnych), obsługiwanych przez ponad 1500 autobusów w ruchu w szczycie, 1000 między szczytami i 830 w dni świąteczne.
Autobusy linii dziennych obsługują podróże wewnątrz poszczególnych dzielnic, pomiędzy dzielnicami a centrum, pomiędzy poszczególnymi dzielnicami, jak również pomiędzy Warszawą i miejscowościami ościennymi. W szczycie porannym charakterystyczne jest masowe przemieszczanie się pasażerów w kierunku centrum miasta oraz w mniejszym stopniu w kierunku zewnętrznym i po obwodzie. W szczycie popołudniowym kierunki podróżowania odwracają się. Taki układ kierunków podróży jest charakterystyczny dla wszystkich rodzajów transportu zbiorowego.
Podstawowe linie nocne łączą poszczególne dzielnice oraz część miejscowości poza Warszawą z centrum miasta. Autobusy kursują co 30 lub co 60 min. i większość z nich posiada przystanki krańcowe przy Dworcu Centralnym, co umożliwia dokonywanie przesiadek. Linie o numeracji od N01 do N09 to linie obwodowe, które nie obsługują centrum Warszawy. Do centrum nie dojeżdżają również autobusy linii o numeracji od N50 do N59, których zadaniem jest obsługa obszarów peryferyjnych. Linie nie obsługujące centrum są skomunikowane z liniami podstawowymi, co umożliwia dokonanie przesiadki i dojazd do centrum. Wśród nich są również linie lokalne, które obsługują obszar poza granicami Warszawy. Finansowane są wspólnie przez poszczególne gminy i Warszawę z głównym (na poziomie 80%) udziałem gmin. Autobusy oznaczone literą „L” obsługują gminy sąsiadujące z Warszawą, zasadniczo w 2 strefie biletowej z nielicznymi wyjątkami. Ich głównym zadaniem jest dowóz pasażerów do stacji kolejowych lub do innych linii autobusowych, umożliwiających dojazd w kierunku centrum Warszawy.

#### Numeracja
Większość należących do ZTM linii autobusowych ma trzycyfrowe numery (wyjątki to linie o oznaczeniach Cxx, E-x, L-x, Lxx, Nxy, Z-x i Zxx). Pierwszy znak numeru oznacza rodzaj linii:
- 1xx i 2xx – linie zwykłe
Kursują codziennie przez cały dzień i tydzień (z kilkoma wyjątkami).
Linia 100 jest uruchamiana sezonowo.
Do 29 lutego 2008 roku zakres 2xx przeznaczony był dla linii cmentarnych (ok. 1994–2007, obecnie Cxx), podmiejskich (1957–1991, obecnie 7xx), specjalnych (1997–2010, obecnie 9xx) i zastępczych (1992–2007, obecnie Z-x i Zxx).
- 3xx – linie zwykłe okresowe
Kursują w dni powszednie w godzinach szczytu lub przez cały dzień z wyłączeniem (dla niektórych linii) wakacji i ferii szkolnych.
Linia 300 jest uruchamiana sezonowo.
- 4xx – linie przyspieszone okresowe
Kursują w dni powszednie w godzinach szczytu lub przez cały dzień z wyłączeniem (dla niektórych linii) wakacji i ferii szkolnych.
Z reguły zatrzymują się jedynie na wybranych przystankach.
- 5xx – linie przyspieszone
Kursują codziennie przez cały dzień.
Z reguły zatrzymują się jedynie na wybranych przystankach.
- 6xx – zakres wolny
Po przeprowadzeniu reformy linii nocnych w nocy z 31 maja na 1 czerwca 2007 roku numeracja linii nocnych uległa zmianie z 6xx na Nxy.
- 7xx – linie strefowe zwykłe
Kursują codziennie przez cały dzień między 1. i 2. strefą biletową. Zazwyczaj jedna z pętli usytuowana jest w ważnym węźle przesiadkowym.
- 8xx – linie strefowe okresowe
Kursują w dni powszednie w godzinach szczytu albo przez cały dzień z wyłączeniem (dla niektórych linii) wakacji i ferii szkolnych między 1. i 2. strefą biletową. Najczęściej jedna z pętli usytuowana jest w ważnym węźle przesiadkowym.
Linia 800 jest uruchamiana sezonowo.
- 9xx – linie specjalne i dodatkowe
Uruchamiane na specjalne okoliczności.
- Cxx – linie cmentarne
Kursują jedynie w okresie dnia Wszystkich Świętych, zapewniając dojazd do stołecznych nekropolii.
Wyjątkiem jest linia C40, która kursuje dodatkowo w święta Wielkanocne oraz Bożego Narodzenia na trasie Metro Młociny ↔ Cm. Północny Brama Zach.
- E-x – linie ekspresowe okresowe
Kursują w dni powszednie, w godzinach szczytu, z wyłączeniem wakacji i ferii szkolnych. Trasy tych linii obejmują niewielką liczbę przystanków.
- L-x i Lxx – linie podmiejskie lokalne uzupełniające
Uruchomione 1 kwietnia 2009 roku linie lokalne kursują tylko między miejscowościami podwarszawskimi, dając możliwość przesiadki na linie strefowe. Nie kursują na terenie Warszawy (z kilkoma wyjątkami).
- Nxy – linie nocne
Po przeprowadzeniu reformy linii nocnych w nocy z 31 maja na 1 czerwca 2007 roku numeracja linii nocnych uległa zmianie (z 6xx na Nxy), powstały też trzy linie obwodowe i trzy lokalne (które nie przejeżdżają przez Dworzec Centralny), a także nocne linie podmiejskie.
Obecne zasady numeracji to: x to oznacza kierunek (1 i 6 – prawobrzeżna północna Warszawa, 2 i 7 – prawobrzeżna południowa Warszawa, 3 i 8 – południowa lewobrzeżna Warszawa, 4 i 9 – zachodnia i północna lewobrzeżna Warszawa; 0 i 5 to linie obiegowe, które nie przejeżdżają obok Dworca Centralnego), y oznacza natomiast numer porządkowy linii.
- Z-x i Zxx – linie zastępcze
Linie te wprowadzane są na czas remontów oraz utrudnień w ruchu komunikacji miejskiej.

## Przewoźnicy
Przewozy na zlecenie ZTM świadczą:
- Miejskie Zakłady Autobusowe w Warszawie – największy przewoźnik; dysponuje około 77% taboru autobusowego przeznaczonego do obsługi linii Warszawskiego Transportu Publicznego (WTP); w 2015 roku wykonał 83,8 mln wozokilometrów (przy 31,5 mln wozokilometrów wykonywanych przez pozostałych operatorów autobusowych liczonych bez linii lokalnych)[11]; dysponuje sześcioma zajezdniami: „Woronicza”, „Kleszczowa”, „Stalowa”, „Ostrobramska”, zajezdnią przy ul. Płochocińskiej zakupioną w 2024 od spółki ITS Michalczewski[12] oraz wygaszoną na czas modernizacji zajezdnią „Redutowa”[a][13].
- ReloBus
- Mobilis
- KM Łomianki
- PKS Grodzisk Mazowiecki (również operator linii lokalnych)
- operatorzy linii lokalnych (PKS Polonus, ABUS)

Tylko MZA jest własnością miasta stołecznego Warszawy. Pozostałe są w sensie organizacyjnym całkowicie niezależne od stołecznych władz i nazywane są ajentami, a obsługa linii jest im powierzana na drodze przetargów. Zainteresowane podmioty deklarują oczekiwaną stawkę za wozokilometr świadczonych usług przy danych parametrach pojazdu i długości trwania kontraktu. Jeżeli liczba ofert spełniających kryteria formalne przetargu jest większa niż trzy, wówczas ZTM organizuje aukcję elektroniczną.

## Tabor
Każdy z przewoźników świadczących usługi w ramach transportu publicznego ma prawo do wyboru marki i modelu pojazdu w ramach ograniczeń narzuconych przez Zarząd Transportu Miejskiego.

### Malowanie i oznakowanie autobusów
Wszystkie autobusy (z wyjątkiem linii lokalnych), niezależnie od przewoźnika, pomalowane są w barwy miejskie: górny pas w kolorze tzw. żółtym sygnałowym, dolny – w tzw. czerwieni kubańskiej. Ponadto stosuje się kolor czarny dla maskowania słupków i klap w pasie okiennym oraz w pasie nadokiennym i kolor biały dla dachu, obudowy wentylatorów i klimatyzacji. Linie lokalne są pomalowane natomiast w dominującym kolorze niebieskim z białym logiem ZTM.
Wszystkie pojazdy oznaczone są logiem WTP oraz posiadają czteroznakowy numer boczny(z wyjątkiem autobusów linii lokalnych, te posiadają 6 cyfr), wcześniej czcionką tzw. tradycyjną warszawską zmodyfikowaną, aktualnie stosowana jest czcionka oparta na foncie Frutiger, dodatkowo trzy cyfry stosuje się na pojazdach testowych MZA:
- cztery cyfry na pojazdach MZA i ajentów:
  - 90xx i 99xx – ReloBus
  - 95xx i 98xx – Mobilis
  - 93xx – PKS Grodzisk Mazowiecki

- trzy cyfry na pojazdach ajentów:
  - 7xx – KM Łomianki

### Autobusy niskopodłogowe
Do 1994 roku trasy autobusowe w Warszawie obsługiwały wyłącznie pojazdy wysokopodłogowe. W listopadzie 1994 roku na ulice wyjechał pierwszy autobus niskopodłogowy – Neoplan N4020. Kolejne pojazdy niskopodłogowe pojawiły się dopiero w styczniu 1997 roku – były to pojazdy Jelcz M121M z dostawy 50 zamówionych 12-metrowych niskopodłogowych autobusów, zrealizowanej do marca 1997 roku. Dwa z trzech wejść znajdowały się na tym samym poziomie, co podłoga. Dodano także oznaczenie w rozkładach jazdy realizowanych przez nie kursów – literę „n”, a następnie kwadracik. W 2006 roku osiągnięto 49,9-procentowy udział niskich podłóg wśród autobusów obsługujących stołeczne linie. W 2007 roku wskaźnik ten osiągnął 68,6%, w 2008 roku – 74,8% w 2009 roku – 78,9%, w 2010 roku – 84,7%, w 2011 roku – 89,7%, w 2012 roku – 96,1%. Na przełomie 2013 i 2014 roku wskaźnik ten osiągnął 100% po wycofaniu ze służby ostatnich autobusów Jelcz 120MM/1. Dane te jednak dotyczą wyłącznie MZA, gdyż dalej w barwach KM Łomianki jeżdżą autobusy częściowo wysokopodłogowe (Jelcz M121I).
Ostatniego zakupu fabrycznie nowych, wysokopodłogowych autobusów dokonano w 1997 roku. Wraz z wycofaniem z ulic Warszawy autobusów marki Ikarus, ich najmłodsze egzemplarze sprzedano w cenie po około 6-7 tysięcy złotych za sztukę między innymi do MPK Częstochowa.